# فیل رامون
فیل رامون (انگلیسی: Phil Ramone؛ ۵ ژانویهٔ ۱۹۳۴ – ۳۰ مارس ۲۰۱۳) یک موسیقی‌دان، نوازنده ویلون و تهیه‌کننده موسیقی اهل ایالات متحده آمریکا بود. وی بین سال‌های ۱۹۵۸ تا ۲۰۱۳ میلادی فعالیت می‌کرد.
وی برنده سیزده جایزه گرمی برای تهیه‌کنندگی آثار مختلف موسیقی همچون آلبوم خیابان ۵۲ام بوده است.